# 柏屯峰
柏屯峰（백둔봉）是一座位于韓國京畿道加平郡的山峰，主峰標高海拔974公尺。